# El Dorado de Cascales
El Dorado de Cascales è una parrocchia urbana dell'Ecuador, capoluogo del cantone di Cascales, nella provincia di Sucumbíos.